# George Dixon (bokser)
George Dixon (ur. 29 lipca 1870 w Halifaksie, zm. 6 stycznia 1908 w Nowym Jorku) – amerykański bokser, były zawodowy mistrz świata kategorii koguciej i piórkowej.
Był pierwszym czarnoskórym pięściarzem, który zdobył tytuł zawodowego mistrza świata. Chociaż był Kanadyjczykiem, przez większość dorosłego życia mieszkał w Bostonie. Jego oficjalny rekord wynosi 163 walki zawodowe, ale w rzeczywistości stoczył ich znacznie więcej, być może ponad 800.
Pierwszą walkę zawodową stoczył w 1886, gdy miał 16 lat. 27 czerwca 1890 w Londynie pokonał Nunca Wallace’a, który nie wyszedł do 19. rundy. Od tej pory był uznawany za mistrza świata w kategorii koguciej. Obronił ten tytuł nokautując w 40. rundzie Johnny’ego Murphy’ego 23 października tego roku w Providence.
Później walczył z bokserami kategorii piórkowej. Po pokonaniu 31 marca 1891 w Troy przez techniczny nokaut w 22. rundzie Cala McCarthy’ego (z którym zremisował w 1890 po 70. rundach) został uznany za mistrza świata w kategorii do 115 funtów. Zyskał powszechne uznanie jako mistrz świata wagi piórkowej (do 118 funtów), gdy 27 czerwca 1892 w Nowym Jorku znokautował Freda Johnsona w 14. rundzie. W następnych latach pokonał m.in. Torpedo Billy’ego Murphy’ego w 1893 i trzykrotnie zremisował z Youngiem Griffo. 5 grudnia 1895 w Nowym Jorku zremisował z Frankiem Erne, a 27 listopada 1896 przegrał z tym pięściarzem i utracił mistrzostwo świata. Odzyskał je po wygranej z Erne’em 24 marca 1897 w Nowym Jorku, by ponownie stracić 4 października tego roku w San Francisco, tym razem na rzecz Solly’ego Smitha.
Ponownie został mistrzem świata kategorii piórkowej 11 listopada 1898, gry w Nowym Jorku wygrał z Dave’em Sullivanem. Bronił tego tytułu dziewięciokrotnie, zanim 9 stycznia 1900 w Nowym Jorku Terry McGovern wygrał z nim przez techniczny nokaut w 8. rundzie.
Dixon walczył zawodowo do 1906, ale coraz częściej przegrywał. Pokonali go m.in. Terry McGovern, Young Corbett II, Abe Attell i Jim Driscoll.
Zmarł w biedzie w 1908 (niektóre źródła podają 1909).
Został wybrany podczas pierwszej elekcji w 1990 do Międzynarodowej Bokserskiej Galerii Sławy.